# 色素試験
色素試験（しきそしけん）とは、トキソプラズマ感染により産生された抗体を定量的に検出する試験法。ダイテスト（dye test）とも。感度・特異性ともに高いことから標準検査法とみなされているが、感染能のある虫体を使用するため感染事故のリスクが高く、実施されることは稀である。

## 原理
トキソプラズマはアルカリ性メチレンブルーで虫体が均質に染まる。しかし抗トキソプラズマ抗体の存在下では、補体系の古典経路による免疫溶解反応のためトキソプラズマ虫体から細胞質が流出し、ほとんど染色されなくなる。

## 方法
- 血清試料を熱処理して内在する補体を非働化する
- 試料を段階希釈する
- 生鮮なトキソプラズマ虫体（タキゾイト）とアクセサリーファクター（後述）を混合してから試料に加える
- 37℃1時間感作させる
- アルカリ性メチレンブルーを加え染色する
- 検鏡し染色された虫体の割合を希釈段階ごとに計測する
  - 染色されない虫体が過半となる最高希釈倍率を力価とする[3]。

アクセサリーファクター
トキソプラズマ未感染の健常者の血清である。誰の血清でも良いという訳ではなく選別が必要である。

## 欠点
- 操作が煩雑で技術的習熟が必要である[2]。
- 感染事故のリスクが高い[1][2]。
- 抗体のアイソタイプ識別ができない[1]。
- 一部の鳥類に対しては利用できない[2]。

## 歴史
シンシナティ大学医学部（当時）のアルバート・サビンとHarry A. Feldmanによって1948年に開発された。